# FKディナモ・サンクトペテルブルク
フトボリヌィイ・クループ・ディナモ・サンクトペテルブルク（Футбольный клуб Динамо Санкт-Петербург）は、ロシアのサンクトペテルブルクをホームタウンとするサッカークラブである。

## 歴史
クラブは1922年にペトログラードで創設された。1924年からディナモ・レニングラードの名前で活動し、1926年、1927年、1930年、1931年、1933年、1935年にレニングラード選手権で優勝した。ディナモは1936年5月22日に開始されたソビエト連邦サッカーリーグの最初の試合でロコモティフ・モスクワと対戦し、3-1で勝利した。
ソビエト連邦の崩壊後の1992年は3つの地域に分かれていたファーストリーグに参加したが、下から2番目に終わり、セカンドリーグに降格、1999年にはプロリーグから撤退した。2001年にセカンドディビジョン西地域で優勝、プレーオフで中央地域優勝のFKメタルルク・リペツクに勝利し、10年ぶりにファーストディビジョンに復帰した。2002年9月14日、ロシア・カップのCSKAモスクワ戦でディナモのラヴリクがロシアサッカー史上初のゴールデンゴールを記録し、3-2で勝利した。
クラブは2004年から2006年まで活動を停止し、2007年にFKペトロトレストを基にして復活した。2009年にセカンドディビジョンで優勝した。2011年6月、メインスポンサーのアルファ＝ノルド・セキュリティによる資金援助の停止により、地域リーグから撤退した。
2013年4月、ディナモとFKペトロトレストはペトロトレストが2013-14シーズンから3年間、再びディナモのブランド名を使用することで合意した。しかし、フットボール・ナショナルリーグ (FNL) で成功を収めることはできず、2013-14シーズンは14位、2014-15シーズンは最下位の18位に終わった。2015年6月にクラブは解散した。
2015年6月末、ディナモは新しいオーナーとスポンサーを獲得し、プロフェッショナル・フットボールリーグ (PFL) 参加を許可された。監督にはアレクサンドル・トチリンが就任した。新しいクラブはディナモ・モスクワのファームクラブになる可能性が高いと報道されていたが、新クラブのドミトリー・ルバシュコ会長は「ディナモ・モスクワとは非公式に接触しているが、法的にはファームクラブではない」と述べた。
2017年にPFL西地域で優勝し、FNLに昇格した。また、クラブは2017-18シーズンからファームチームのディナモ・サンクトペテルブルク-2をPFLに参加させることを決定した。

## 獲得タイトル
- ロシア・セカンドディビジョン：3回
  - 2001, 2009, 2016-17

## 歴代監督
- ドミトリー・ガリャーミン 2002

## 歴代所属選手
- ドミトリー・ラドチェンコ 1988
- リュボミール・カントニストフ 2010
- ロマン・ヴォロビオフ 2014